# Campionati europei di duathlon long distance del 2018
I Campionati europei di duathlon long distance del 2018 (VII edizione) si sono tenuti a Vejle in Danimarca, in data 6 maggio 2018.
Tra gli uomini ha vinto il danese Søren Bystrup, mentre la gara femminile è andata all' austriaca Sandrina Illes.

## Risultati

### Élite uomini
| Pos. | Atleta                 | Paese       | Corsa    | Bici     | Corsa    | Totale   |
| ---- | ---------------------- | ----------- | -------- | -------- | -------- | -------- |
|      | Søren Bystrup          | Danimarca   | 00:31:44 | 01:36:24 | 00:33:49 | 02:43:05 |
|      | Felix Köhler           | Germania    | 00:31:11 | 01:37:57 | 00:32:57 | 02:43:19 |
|      | Simon Jørn Hansen      | Danimarca   | 00:31:11 | 01:37:54 | 00:33:38 | 02:43:49 |
| 4    | Fabian Zehnder         | Svizzera    | 00:31:12 | 01:37:55 | 00:34:01 | 02:44:21 |
| 5    | Daan De Groot          | Paesi Bassi | 00:34:08 | 01:34:04 | 00:35:41 | 02:44:57 |
| 6    | Seppe Odeyn            | Belgio      | 00:32:04 | 01:37:05 | 00:35:43 | 02:46:00 |
| 7    | Chris Fischer          | Danimarca   | 00:32:44 | 01:37:54 | 00:34:29 | 02:46:27 |
| 8    | Ben Price              | Regno Unito | 00:31:37 | 01:39:16 | 00:34:37 | 02:46:41 |
| 9    | Thomas Bruins          | Paesi Bassi | 00:32:04 | 01:37:03 | 00:36:48 | 02:47:05 |
| 10   | Nicholas Ward Munoz    | Danimarca   | 00:33:01 | 01:37:33 | 00:35:54 | 02:47:47 |
| 11   | Denis Sketako          | Slovenia    | 00:32:05 | 01:41:34 | 00:34:03 | 02:48:50 |
| 12   | Yennick Wolthuizen     | Paesi Bassi | 00:33:04 | 01:38:19 | 00:37:04 | 02:49:40 |
| 13   | Kasper Laumann Hartlev | Danimarca   | 00:31:05 | 01:44:08 | 00:33:13 | 02:49:43 |
| 14   | Kristian Munk          | Danimarca   | 00:31:36 | 01:44:58 | 00:33:13 | 02:50:53 |
| 15   | Marc Widmer            | Svizzera    | 00:34:08 | 01:42:28 | 00:37:32 | 02:55:35 |
| 16   | Peter Stilla           | Slovacchia  | 00:32:51 | 01:47:35 | 00:34:58 | 02:56:42 |

### Élite donne
| Pos. | Atleta            | Paese       | Corsa    | Bici     | Corsa    | Totale   |
| ---- | ----------------- | ----------- | -------- | -------- | -------- | -------- |
|      | Sandrina Illes    | Austria     | 00:34:50 | 01:50:54 | 00:36:24 | 03:03:24 |
|      | Melanie Maurer    | Svizzera    | 00:36:31 | 01:51:01 | 00:38:29 | 03:07:16 |
|      | Marina Van Dijk   | Paesi Bassi | 00:38:21 | 01:49:01 | 00:40:33 | 03:09:17 |
| 4    | Katrin Esefeld    | Germania    | 00:38:21 | 01:54:44 | 00:41:07 | 03:15:47 |
| 5    | Nikola Corbova    | Slovacchia  | 00:37:30 | 01:57:18 | 00:39:49 | 03:16:08 |
| 6    | Marie Schultz     | Danimarca   | 00:36:33 | 02:00:47 | 00:37:42 | 03:16:27 |
| 7    | Kristina Lapinova | Slovacchia  | 00:36:32 | 01:56:39 | 00:44:36 | 03:19:14 |
| 8    | Monica Torres     | Filippine   | 00:38:19 | 01:57:59 | 00:44:07 | 03:22:02 |